# Paul-Augustin Viale
Paul-Augustin Viale est un architecte français né à Bastia le 24 décembre 1824 et mort dans la même ville le 20 mai 1874. Il était le neveu du poète et magistrat Salvatore Viale.

## Biographie
Architecte de la ville de Bastia, il a laissé sa trace dans sa ville de naissance et de cœur. On lui doit la restauration et l'ajout du second clocher de l'église de Terra Vechja, Saint-Jean Baptiste (1863-1866).
En 1867 il dessine les plans du pavement de la cathédrale Sainte-Marie de Bastia.
En 1871 il dessine les plans de l'escalier monumental du Jardin Romieu qui permet de rejoindre les quartiers du Vieux-Port et de la Citadelle. À l'époque il porte le nom de "Escalier près de la maison Rinesi". L'ensemble qui comprend l'escalier et la rampe est inscrit aux monuments historiques.
Toujours en 1871 il réalise les plans du pavillon de l'Octroi Saint-Joseph, récemment restauré.

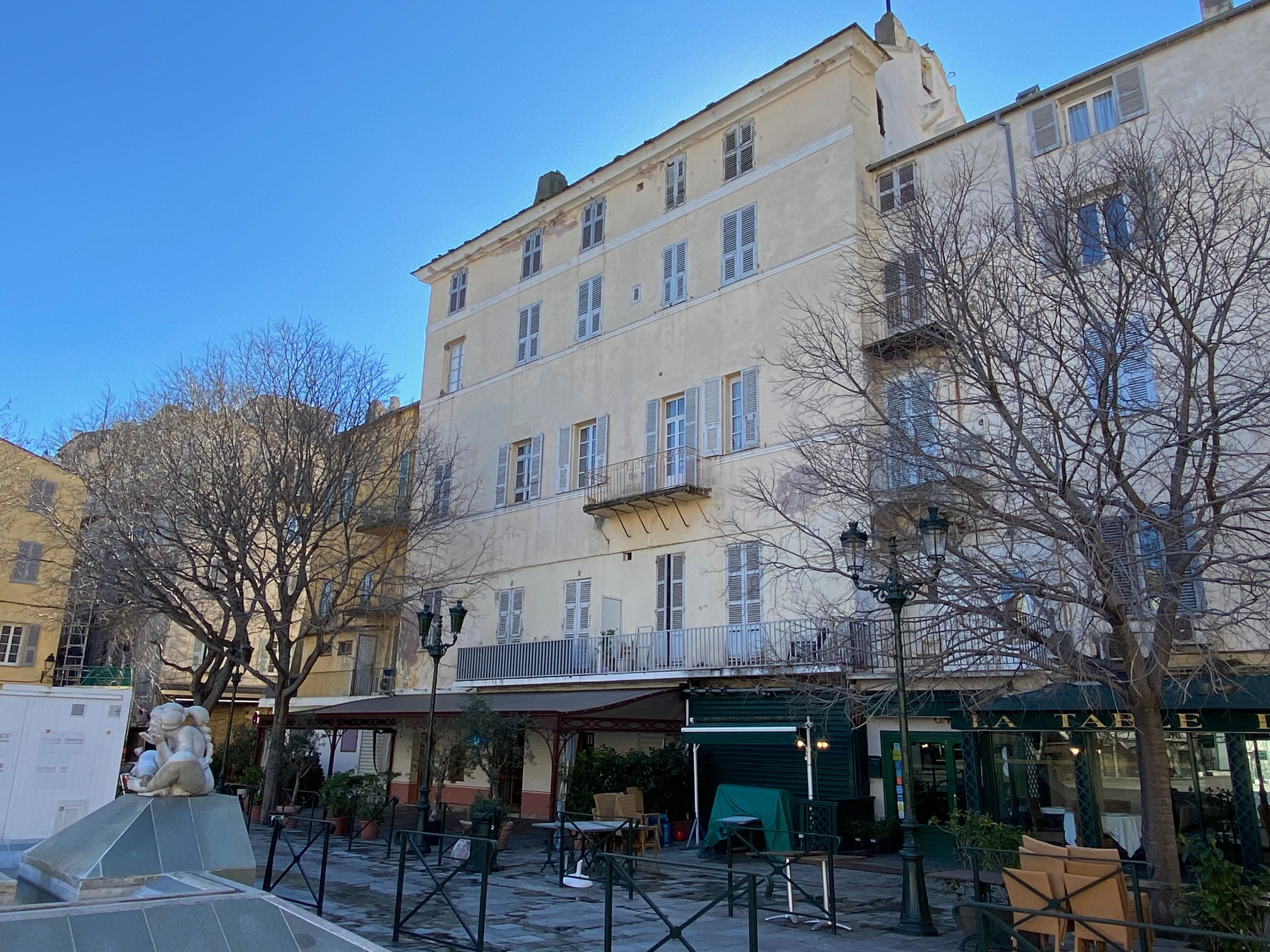
La maison Favalelli-Viale place du marché à Bastia

## Galerie photographique de réalisations de Viale

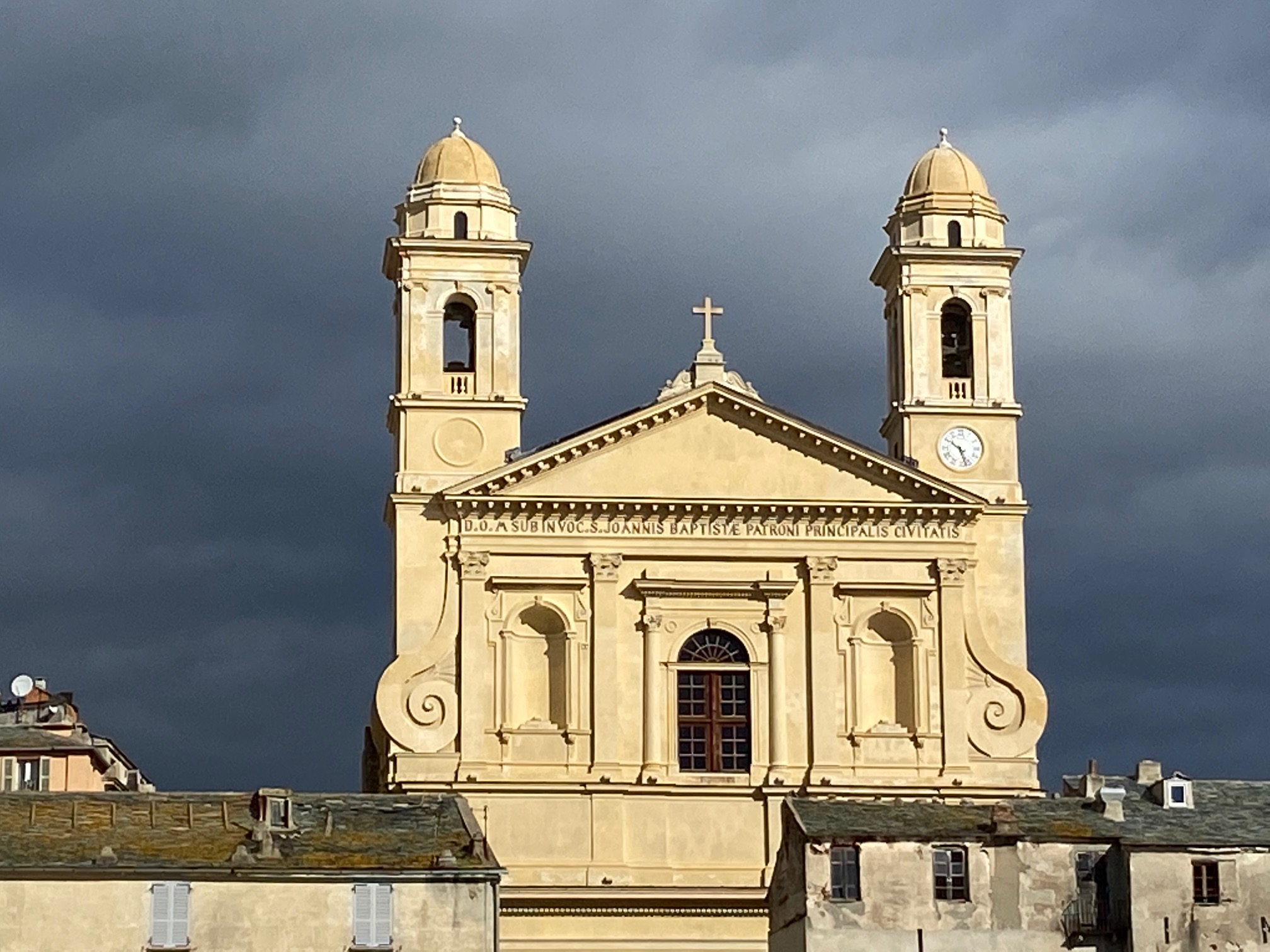
L'église Saint-Jean et ses deux clochers, dont l'un est de Viale.
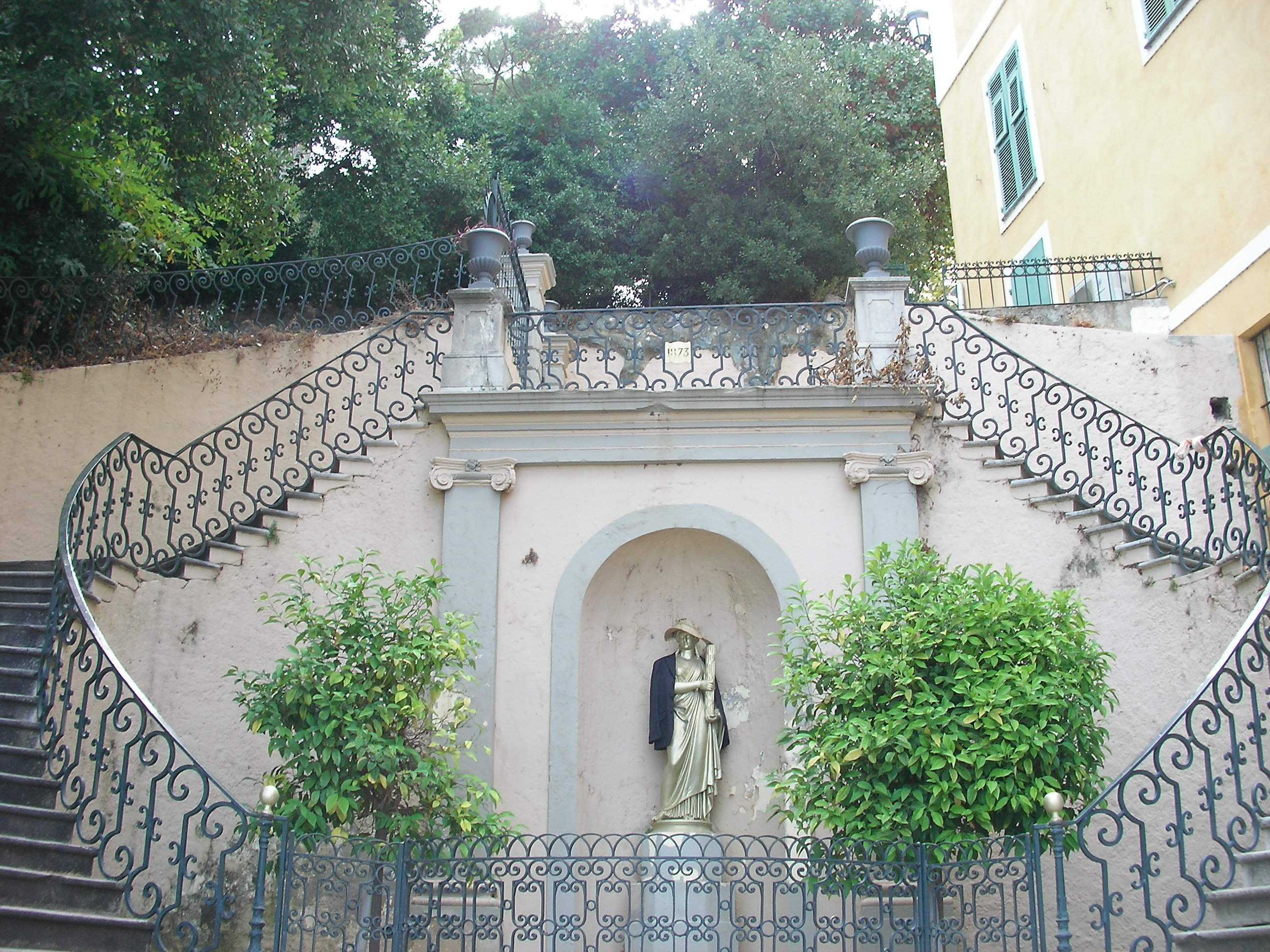
L'escalier Romieu-Rinesi.
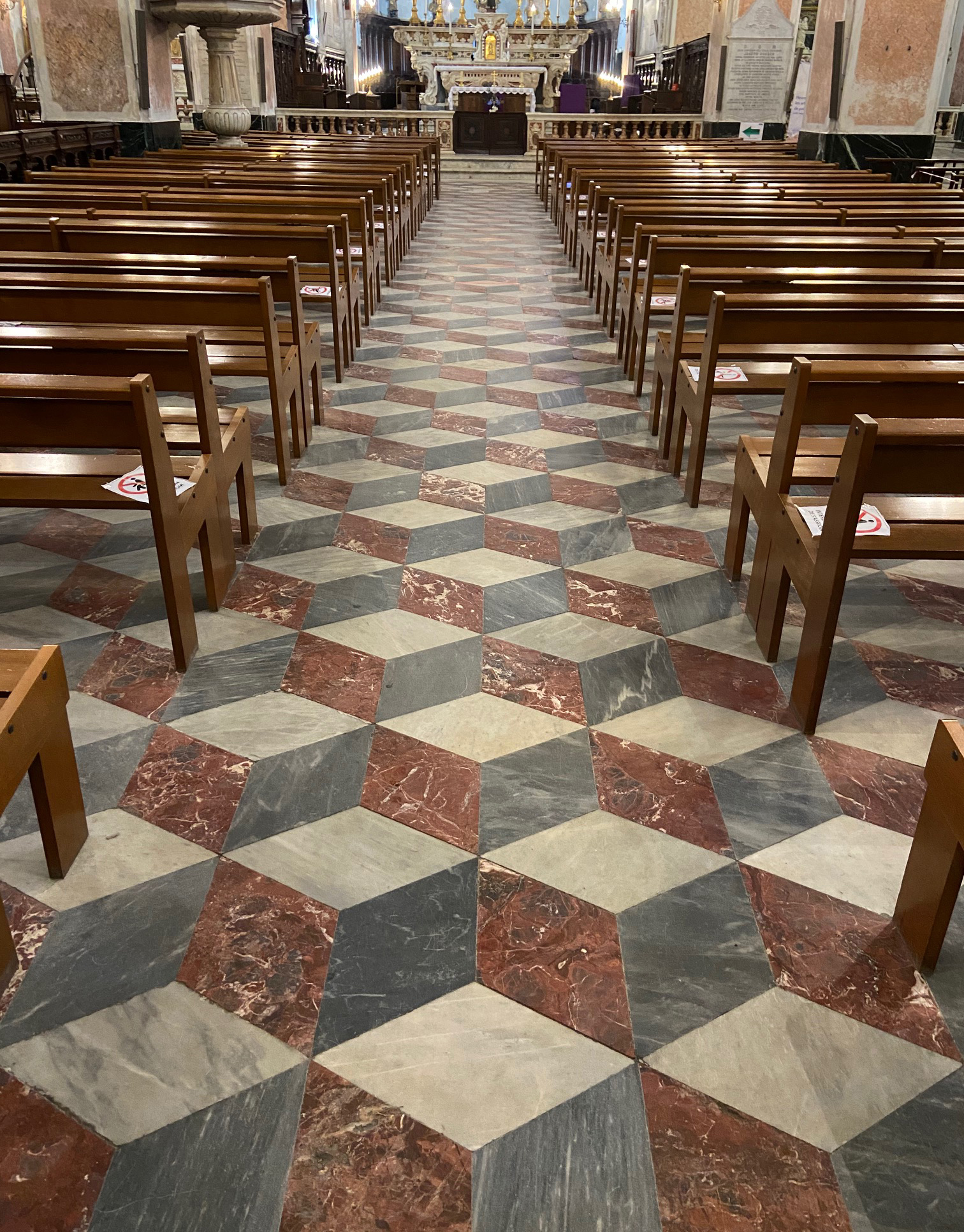
Le pavement de la cathédrale Sainte-Marie.